# Comté de Pinal
Pour les articles homonymes, voir Pinal.
Le comté de Pinal est situé dans l'État de l'Arizona, aux États-Unis. Son siège de comté est la ville de Florence.

## Démographie
| 1880  | 1890  | 1900  | 1910  | 1920   | 1930   |
| ----- | ----- | ----- | ----- | ------ | ------ |
| 3 440 | 4 251 | 7 779 | 9 045 | 16 130 | 22 081 |

| 1940   | 1950   | 1960   | 1970   | 1980   | 1990    |
| ------ | ------ | ------ | ------ | ------ | ------- |
| 28 841 | 43 191 | 62 673 | 67 916 | 90 918 | 116 379 |

| 2000    | 2010    | 2020    | - | - | - |
| ------- | ------- | ------- | - | - | - |
| 179 727 | 375 770 | 425 264 | - | - | - |

## Villes du comté
- Casa Grande
- Maricopa

## Zone protégée
- Aravaipa Canyon Wilderness